# Neotangia angustata
Neotangia angustata är en insektsart som först beskrevs av Philip Reese Uhler 1895.  Neotangia angustata ingår i släktet Neotangia och familjen Tropiduchidae. Inga underarter finns listade i Catalogue of Life.